# 三線軌条

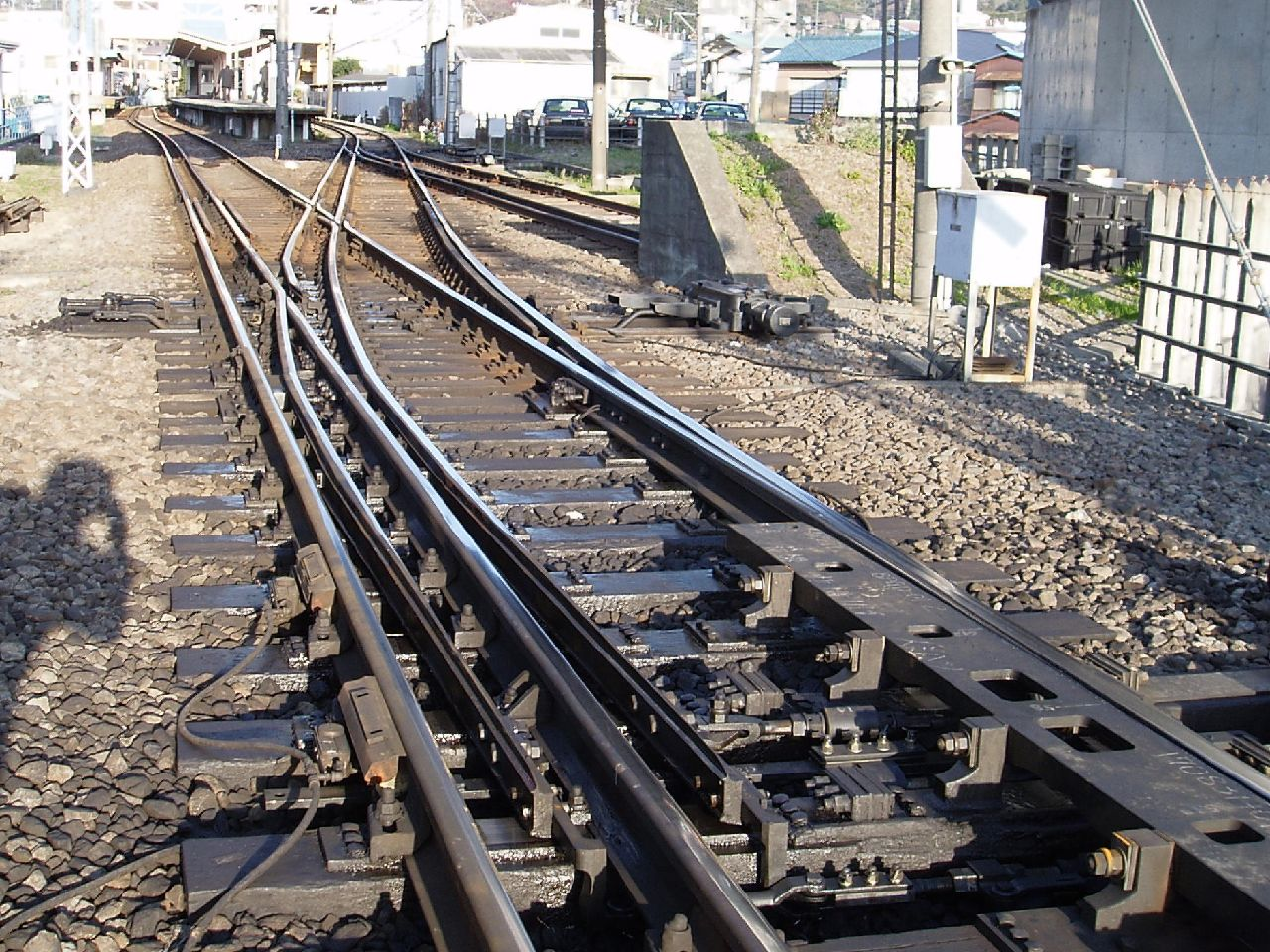
三線軌条の分岐器（箱根登山鉄道〈現：小田急箱根〉 箱根板橋駅、どちらも三線で分岐、2006年廃止）

三線軌条（さんせんきじょう）とは、鉄道において軌間の異なる車両を運転するために、通常1対2本の軌条（レール）で敷設される線路について、片側のレールを共通として残り2本のレールをそれぞれの軌間に応じて敷設したもののこと。三線軌条は三線軌道、三線軌ともいう。
線路中心を合わせるために、軌条を共通とせずに4本敷設する四線軌条（しせんきじょう）とする場合もある。四線軌条は、軌間の差が小さすぎるため3本のレールの併設が困難なケースや、3種の軌間に対応するケース（Triple gauge=3階建て軌道）にも用いられる。
英語ではDual gauge（デュアルゲージ）と呼び、日本語でもデュアルゲージと称することもある。

## 目的
鉄道はモノレールや新交通システムを除いて2本のレールを組み合わせており、この2本の幅（軌間）が異なる車両が相互に乗り入れることはできない。軌間が異なる車両が相互に乗り入れる場合、台車を鉄道ごとに履き替える方法（ヨーロッパ・中国 - ロシア間の鉄道など）や、可変軌間式の台車を持つ車両を用いる方法（スペイン - フランス間の鉄道など）など、車両側で対応する方法もある。これらの問題を線路側で対応するのが三線軌道（あるいは四線軌道）である。
各軌間の線路中心がずれ、建築限界もそれにあわせて変わるため、ホーム・架線・信号機・ATS/ATC位置補正地上子等の保安装置の地上子の設置位置に注意が必要な点、分岐器（ポイント）の構造が複雑になる点、降雪地帯などでは並列する軌条の間に雪が詰まる、レールの摩耗が不均衡になる、レールの取得や保守のコストが上がるなどの問題がある。

## 三線軌条の事例

### オーストラリア
オーストラリアは州ごとに主要軌間が異なっており、標準軌の州際軌条と、各州のローカルゲージの３線軌条が多く見られる。
パースなどの西オーストラリア州では、標準軌と狭軌、同じくクイーンズランド州も標準軌と狭軌、ビクトリア州では、標準軌と広軌の三線軌条が多く見られる。

### スイス
スイスでは主に貨物列車の直通を目的に三線軌条もしくは四線軌条化がなされている。なお、輸送量の少ない区間ではロールボックもしくはロールワーゲンを使用して貨車を直通している。
- レーティッシュ鉄道：クール - ドマ/エムス
  - レーティッシュ鉄道の列車=狭軌（1000 mm軌間、複線）
  - スイス国鉄直通の貨物列車＝標準軌（1435 mm軌間、複線のうち片側のみ）
  - スイス国鉄のRe420形などの電気機関車が牽引する貨物列車が沿線のセメント工場などへ乗り入れる。レーティッシュ鉄道は電化方式交流11 kV・16.7 Hzであるが交流15 kV・16.7 Hz用のスイス国鉄機がそのまま乗り入れる。
  - なお、レーティッシュ鉄道ではスイス国鉄との並行区間にあるラントクアルト駅およびウンターヴァッツ駅構内およびそこからの工場引込み線が三線軌条化されている。
- ツェントラル鉄道：ルツェルン駅構内 - クリーンス・マッテンホーフ駅付近、レスリマット信号場 - ホルヴ
  - ツェントラル鉄道鉄道の列車=狭軌（1000 mm軌間、複線および単線）
  - スイス国鉄直通の貨物列車＝標準軌（1435 mm軌間、複線区間はそのうち片側のみ）
  - クリーンス・マッテンホーフ駅付近 - レスリマット信号場間は四線軌条化されている。
  - 古くはクリーンス・マッテンホーフ付近から1435 mm軌間のクリエンス-ルツェルン鉄道に接続していたが、ルツェルン付近のツェントラル鉄道の地下化により同鉄道が廃止となり、ルツェルンまでツェントラル鉄道が三線軌条化されている。沿線の工場への1435 mm用貨車の直通に使用される。
- ベルン-ゾロトゥルン地域交通：ツォリコフェン - ヴォルブラウフェン（1970年廃止）、ヴォルブラウフェン - ボリゲン、ボリゲン - ダイスヴィル（2000年廃止）、ニーダービップ - オーバービップ
  - ベルン-ゾロトゥルン地域交通の列車=狭軌（1000 mm軌間）
  - スイス国鉄直通の貨物列車＝標準軌（1435 mm軌間）
  - 沿線の工場等への標準軌用貨車による貨物列車を1000 mm軌間用のベルン-ゾロトゥルン地域交通の貨物電車もしくはディーゼル機関車が牽引している。これらの機体は1435 mm軌間の中心に合わせた位置に標準軌貨車用のねじ式連結器を装備している。
- BDWM交通：（廃止）ヴォーレン - ブレンガルテン・ウエスト
  - BDWM交通の列車=狭軌（1000 mm軌間）
  - スイス国鉄直通の貨物列車＝標準軌（1435 mm軌間）
  - ヴォーレン - ブレンガルテン・ウエスト間はもともと1435 mm軌間のスイス国鉄の路線だったが、ブレンガルテン・ウエスト - ディーティコン間を1000 mm軌間で開業したBDWM交通の前身であるブレンガルテン・ディーティコン鉄道にリースされて1000 mm軌間との三線軌条化され、旅客列車はブレンガルテン - ディーティコン間を直通している。貨物列車はBDWM交通が標準軌用の電車もしくはディーゼル機関車を保有して牽引していた。
  - 貨物列車は2007年に廃止となり、標準軌の軌道は2011年より順次撤去されている。

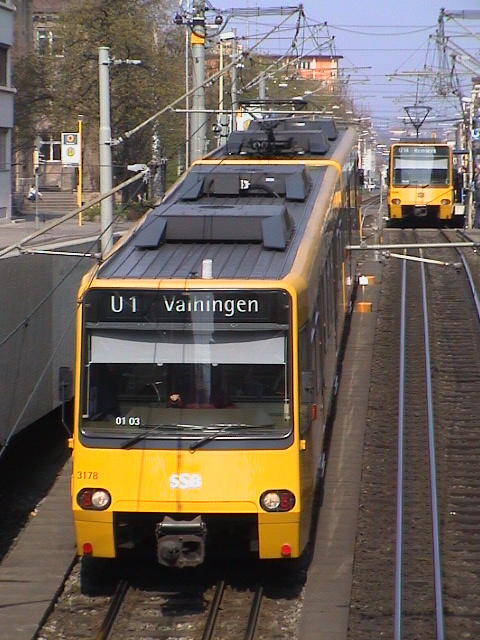
地下鉄部に入ろうとする三線軌条を走行するUバーン（ドイツ・シュトゥットガルト）
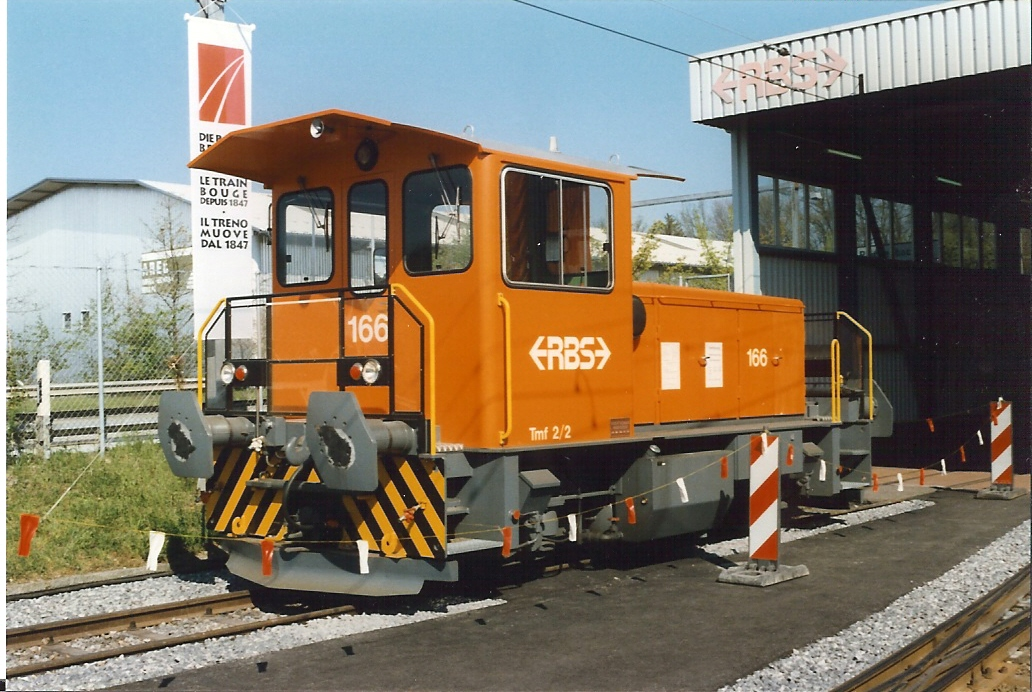
スイス、ベルン-ゾロトゥルン地域交通の1000 mm軌間用ディーゼル機関車、標準軌の軌道中心にあわせた連結器を装備する。

### 日本
日本での三線軌条および四線軌条は、1912年7月1日に、博多電気軌道（のちの西鉄福岡市内線、1435 mm）が貨物輸送を目的として、一部の区間に1067 mmの軌道を併設して貨物列車の運行を開始した事例があり、この営業運行は次に述べる京都市内の例よりも早かった。京都市内の京都市電と京都電気鉄道の共用区間では、同年4月19日に京都市が内務省から三線軌条敷設の許可を受け、同年12月25日に三線軌条の最初の区間が営業を開始した。
翌1913年には東海道本線の膳所駅（当時は馬場駅） - 大津駅（後の浜大津駅）間で、東海道本線（貨物線）に大津電車軌道（現在の京阪電気鉄道石山坂本線）が乗り入れるため三線軌条となった。軌道ではない鉄道が関係するものはこれが最初である。
純粋な鉄道のみのものとしては1917年に横浜線の原町田駅 - 橋本駅間で、標準軌化の実地試験として使用されたのが始まりである（日本の改軌論争も参照）。

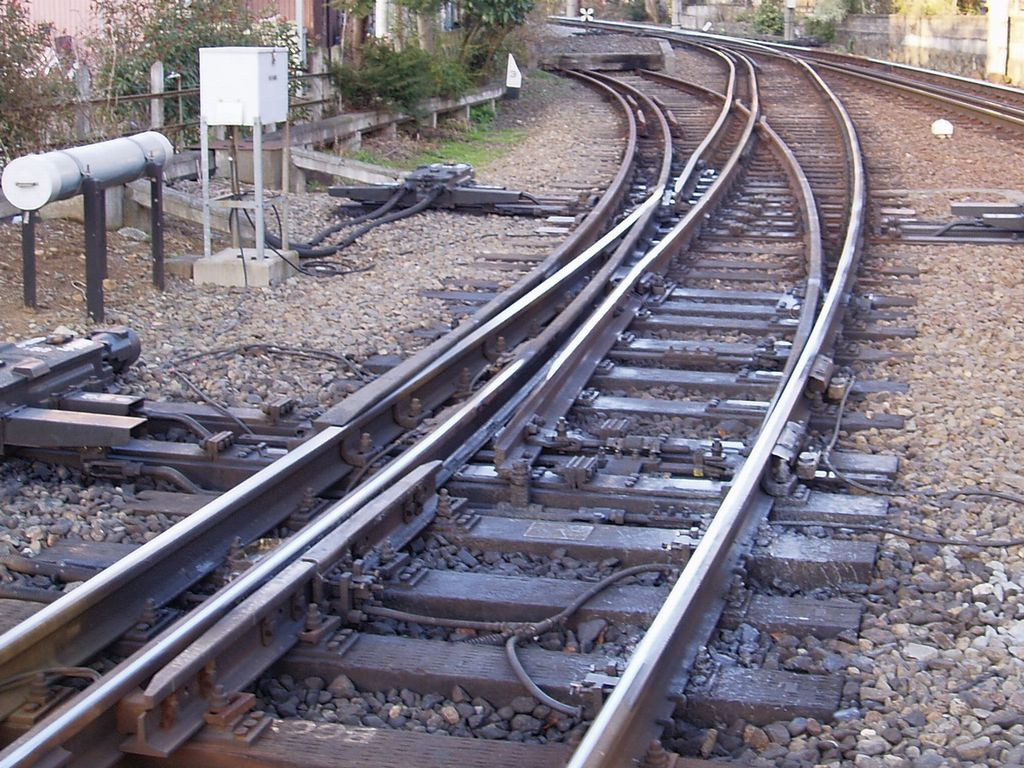
三線軌条の乗越分岐器（箱根登山鉄道〈現：小田急箱根〉 風祭駅、どちらも三線で分岐、2006年廃止）
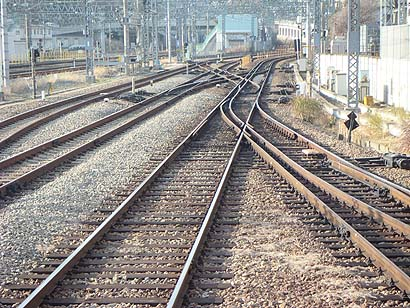
三線軌条の分岐器（小田急電鉄・箱根登山鉄道〈現：小田急箱根〉 小田原駅、片方だけ三線で分岐、2006年廃止）
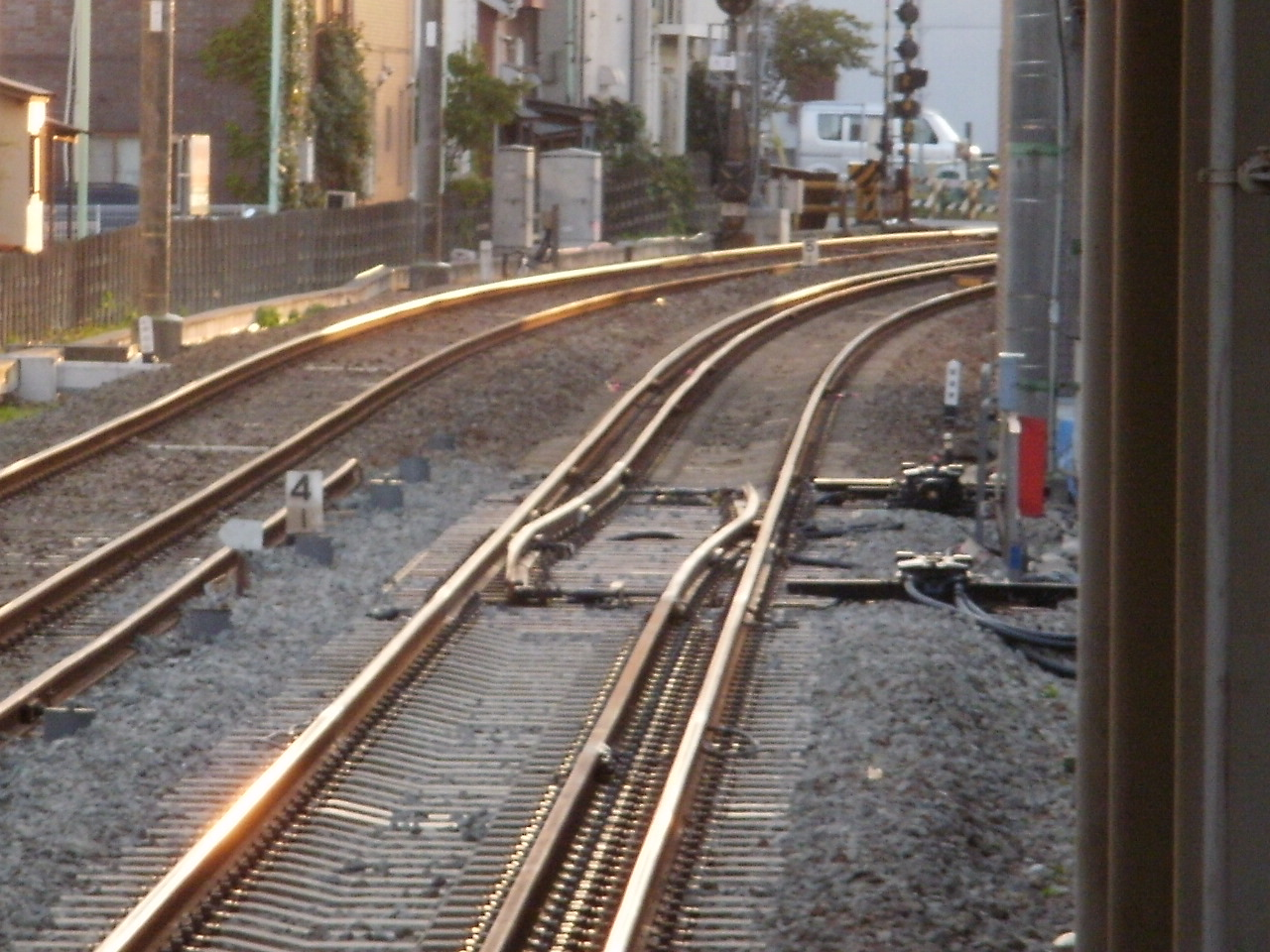
三線軌条の移線器（京浜急行電鉄逗子線六浦駅）

#### 現存するもの
在来線で輸送されたレールを新幹線の保守用車に積み替える関係で、鉄道車両工場や新幹線の保守基地の構内で三線軌条となっているケースもあるが、設置例が多いため割愛する。
- 北海道旅客鉄道 北海道新幹線・海峡線：新中小国信号場 - 木古内駅 ※2016年（平成28年）3月26日共用開始。
  - 北海道新幹線車両（定期旅客列車） = 標準軌
  - 在来線車両（貨物列車・臨時旅客列車）= 狭軌（1,067 mm軌間・三六軌間）
    - この区間の中間駅である奥津軽いまべつ駅では本線・ホーム側待避線は標準軌、駅外側の待避線は狭軌のみ。湯の里知内信号場では本線は標準軌・狭軌の三線軌条、待避線は狭軌のみ。
    - この区間は架線電圧が25,000 Vのため、新幹線車両の他は複電圧対応車両（JR貨物EH800形とJR東日本E001形）だけが自走可能で、従来（新幹線開通により電圧が昇格される前）の在来線（20,000 V）用電車・電気機関車の自走は不可能[7]。そのため、20,000 Vの電圧で走行していた在来線定期旅客列車は2016年3月21日の運行をもって全廃された[8]。

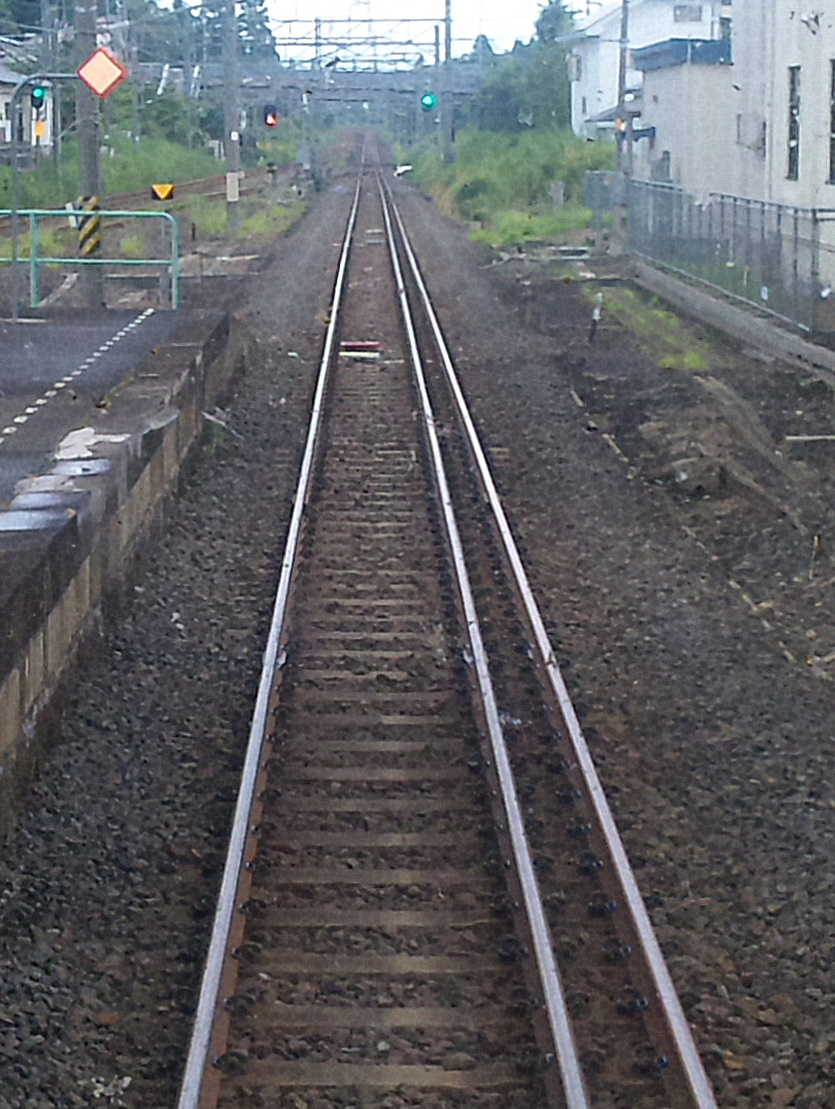
奥羽本線，秋田新幹線の三線軌条（2011年8月10日、刈和野駅）

- 東日本旅客鉄道 奥羽本線・秋田新幹線：神宮寺駅 - 峰吉川駅（複線の一方が狭軌と併用）[9][10]
  - 新幹線直通車両 = 標準軌
  - 在来線車両 = 狭軌（1067 mm軌間・三六軌間）
    - 架線電圧は20000 Vの共有でATSは標準軌がATS-P・狭軌はATS-SNを併設[11]。
- 小田急箱根 鉄道線：入生田駅 - 箱根湯本駅：入生田検車区出入庫車両（かつては小田原駅 - 箱根湯本駅の営業用だった）
  - 小田急箱根の車両 = 標準軌
  - 小田急電鉄の車両 = 狭軌（1067 mm軌間・三六軌間）
    - この区間は架線電圧が1500 Vなので小田急箱根車両が複電圧車でATSは小田急電鉄仕様（OM-ATS）で両社共通になっている。
- 京浜急行電鉄 逗子線：金沢八景駅 - 神武寺駅：総合車両製作所横浜事業所入出場車両（複線の一方が狭軌と併用）
  - 京急線の車両 = 標準軌
  - その他の車両 = 狭軌（1067 mm軌間・三六軌間）、使用中は線路閉鎖して列車の運行を止める必要がある

#### 構想されているもの
- 北海道新幹線函館駅乗り入れ構想・北海道旅客鉄道函館本線[12]
  - 函館駅1,2番のりば - 七飯駅の上り線
  - 本線（通称・仁山回り）七飯駅 - 新函館北斗駅間にある函館新幹線総合車両所への北海道新幹線新在直通平面アプローチ線起点間
    - 在来線の客車・気動車・電車・貨車・機関車 = 狭軌1,067 mm軌間
    - 新幹線のミニ新幹線車両またはフル規格新幹線車両 = 標準軌1,435 mm軌間
    - 構想提案者は函館市

#### かつて存在したもの
- 京都市電：四条西洞院 - 四条堀川など
  - 京都市敷設路線=標準軌
  - 京都電気鉄道敷設路線（N電）= 狭軌（1,067 mm軌間・三六軌間）
  - 最も多いときには上記の他に烏丸通・丸太町通・七条通に合計4箇所存在したが、徐々に標準軌に統合され、戦後まで残ったのは上記四条通の区間のみ。1961年（昭和36年）8月1日、狭軌路線廃止。残った標準軌線（四条線）も1972年廃止された。
- 西鉄福岡市内線：三角駅 - 博多築港駅
  - 吉塚線・循環線 = 標準軌
  - 築港線 = 狭軌（1,067 mm軌間・三六軌間）
  - 築港線が吉塚線・循環線と重複する区間が該当。貨物輸送をおこなう築港線のために三線軌条となっていた。1944年（昭和19年）12月3日に吉塚線の三角駅 - 吉塚駅前駅間が廃止となり、1,435 mmのレールを撤去。残った区間も1961年（昭和36年）2月11日に築港線の運行を休止、1963年（昭和38年）9月1日に築港線全線が廃止され、吉塚線・循環線は1,435 mmのみとなった。
- 京阪石山坂本線・東海道本線・江若鉄道：膳所駅 - 浜大津駅（片側線のみ）
  - 京阪電気鉄道車両 = 標準軌
  - その他の車両 = 狭軌（1,067 mm軌間・三六軌間）
  - 上記3社の共用（重複）区間。国鉄は貨物のみの運行だった（戦後、米軍の輸送を行った時期あり）。江若鉄道は1947年（昭和22年）から1965年（昭和40年）まで旅客列車を運行した。1969年（昭和44年）11月1日狭軌車両の運行廃止。廃止後も1976年（昭和51年）まで三本目の線路は残されていた。
- 九州水力電気（のちの西鉄福岡市内線）：今川橋駅 - 姪ノ浜駅
  - 電車車両 = 標準軌
  - 貨物列車 = 狭軌（914 mm軌間）
  - 914 mm軌間の上記区間を1922年（大正11年）7月26日に1,435 mmに改軌・電化した際に、姪ノ浜駅以西の区間（ - 加布里駅）との間で貨車を直通させるために三線としたもの。1928年（昭和3年）6月1日に姪ノ浜以西が廃止となり、914 mmの線路は撤去された。
- 大阪電気軌道（現・近畿日本鉄道）吉野線：（旧）橿原神宮前駅 - 久米寺駅
  - 久米寺駅は現・橿原神宮前駅付近。
  - 大阪電気軌道畝傍線（現・近鉄橿原線）車両 = 標準軌
  - 大阪電気軌道吉野線車両 = 狭軌（1,067 mm軌間・三六軌間）
  - もともと狭軌だった吉野線に、上本町方面からの車両を大阪鉄道（現・近鉄南大阪線）との接続駅だった久米寺まで乗り入れるためのもの。1930年（昭和5年）に三線軌条となったが、1939年に畝傍線・吉野線の線路を移設して新たに大阪鉄道との結節点に現在の橿原神宮前駅を設置し、畝傍線が直接乗り入れる形に変更したため姿を消した。
- 大井川鉄道・千頭森林鉄道 ：千頭駅 - 沢間駅
  - 大井川鉄道 =1067 mm軌間・三六軌間
  - 千頭森林鉄道 =762 mm軌間・二六軌間
  - 日本の旅客供用した三線軌条では唯一の三六軌間と二六軌間。1936年に大井川鉄道側が改軌したために生じた。1968年に二六軌間の千頭森林鉄道が廃止されて消滅。
- 阪神電気鉄道 武庫川線：武庫大橋駅 - 洲先駅
  - 阪神電気鉄道車両 = 標準軌
  - 国鉄車両 =（1,067 mm軌間・三六軌間）
  - 太平洋戦争中に洲先にあった川西航空機の工場への軍需輸送として、国鉄西ノ宮駅から引かれた貨物線につながる形で貨物列車が乗り入れた。戦争終結とともに軍需輸送は終了したが、戦後は駐留軍関連の貨物列車として1953年（昭和28年）ごろまで貨物列車の運行があった模様。洲先駅の終端部（使用停止区間）には、1983年（昭和58年）に武庫川団地前駅への延伸工事が始まるまで3本目の線路が残されていた。
- 川崎市電・京浜急行電鉄大師線：日本鋼管前駅 - 塩浜駅 - 小島新田駅 - 川崎大師駅
  - 川崎市・京浜急行線車両 = 標準軌
  - その他の車両=狭軌（1,067 mm軌間・三六軌間）
  - 国鉄浜川崎駅からの川崎の工業地帯への貨物列車を運行するために、1946年（昭和21年）9月に浜川崎駅から日本鋼管の専用線を経由して東京急行電鉄（当時）大師線の桜本駅 - 入江崎駅間から大師線の下り線へ入り、ここから小島新田駅までの間を三線軌条として貨物列車を運転したのが始まりであり、その後三線軌条区間は川崎大師駅まで延長された。1948年（昭和23年）8月からは、日本鋼管構内の専用線に代えて浜川崎駅から川崎市電の日本鋼管前 - 浜町三丁目間から市電上り線に入り、桜本駅から大師線に入るルートに変更になった。
  - 川崎市電区間である日本鋼管前駅 - 塩浜駅間は、その後、改良工事が行われて複線区間が上下線とも三線軌条となり、1954年（昭和29年）4月からは終日貨物列車の運行が開始され、浜川崎駅から各専用線への貨物列車が運転されるようになった。
  - 国鉄の塩浜操車場（現・川崎貨物駅）建設のため、1964年（昭和39年）に京急の小島新田駅 - 塩浜駅と川崎市電の池上新田駅 - 塩浜駅が休止され、日本鋼管前駅 - 池上新田駅間は上り線を東海道本線貨物支線の一部に転用して単線化され、これらの区間の三線軌条は廃止された。
  - 以後は大師線の三線軌条区間は分岐駅を川崎貨物駅に変更して、京急（味の素）のみに三線軌条が残存した。1997年（平成9年）の貨物列車の運行廃止まで大師線の終電 - 初電の深夜に川崎貨物駅 - 小島新田駅 - 味の素工場へ貨物列車が運行されていた。貨物廃止後は標準軌化。
- 箱根登山鉄道 鉄道線：小田原駅 - 入生田駅
  - 箱根登山鉄道線車両=標準軌
  - 小田急線車両 = 狭軌（1,067 mm軌間・三六軌間）
  - かつて小田原駅から箱根湯本駅間は1950年（昭和25年）8月1日に小田急線の電車が乗り入れを開始した後も箱根登山鉄道車両は頻繁に走っていた。2000年（平成12年）12月2日に朝と夕方以降のみの運転に縮小され、2006年（平成18年）3月18日この区間の運転は廃止された。
- 名古屋市電下之一色線：下之一色駅 - 中郷駅
  - 名古屋市電車両 = 狭軌（1,067 mm軌間・三六軌間）
  - 名古屋市営地下鉄車両 = 標準軌
  - 名古屋市営地下鉄東山線の開業に先立ち、車両（100形）のテストを行うために1956年（昭和31年）に一時的に実施されたもの。地下鉄車両用の第三軌条も敷設されており、これは日本の三線軌条区間の中で唯一のものである。試験終了後に地下鉄用の施設は撤去された。
- 熊本市交通局（熊本市電）坪井線・熊本電気鉄道（熊本電鉄）上熊本倉庫線：上熊本駅前（坪井線）電停 - 本妙寺通電停（上り線のみ）
  - 元々は（現）熊本電鉄菊池線上熊本駅から熊本電鉄藤崎線の起点駅・藤崎宮前駅を結んでいた熊本電鉄熊本市内線（狭軌、1,067 mm軌間・三六軌間）だったが1959年6月に同線を熊本市交通局（熊本市電）に譲渡、同年10月に熊本市電坪井線を熊本市電幹線と直通乗り入れするため標準軌に改軌。同日熊本電鉄は自社線や国鉄鹿児島本線等の貨物輸送で上熊本駅から本妙寺通電停方面の「熊本倉庫」へ上り線約230メートル区間を熊本電鉄上熊本倉庫線（狭軌）として開設。1966年7月、熊本電鉄上熊本倉庫線廃止まで運用していた[13]。
- 東日本旅客鉄道 山形線・山形新幹線：蔵王駅 - 山形駅（下り線のみ）
  - 新幹線直通を含む旅客車両 = 標準軌
  - 在来線貨物車両 = 狭軌（1,067 mm軌間・三六軌間）
  - 山形新幹線開業時から下り線を三線軌条化し貨物輸送を行っていた。1998年（平成10年）9月29日で貨物列車の発着は終了し、狭軌は数年のうちに撤去されて標準軌のみとなった。

また営業運行ではないが、太平洋戦争中の1945年（昭和20年）4月に京成電鉄本線の京成上野駅 - 日暮里駅間の地下線が国（運輸省）に接収され、国鉄日暮里駅構内の側線につながる三線軌条を敷設した上で、空襲から守るために国電車両や寝台車を疎開させた事がある。ただし戦時中の京成上野地下線の状況については様々な文献による記述がある。詳しくは京成上野駅を参照。
なお、後の1959年（昭和34年）に京成電鉄と新京成電鉄が1,372 mm（馬車軌間）から1,435 mm（標準軌）に改軌した工事期間中、駅や車両基地の構内に四線軌条に似たものが敷設されていたが、この2種類の軌間は差が小さすぎるために通常の三線あるいは四線軌条は物理的に成立困難である。外側のレールは標準軌で、内側のレールは馬車軌間より狭く、馬車軌間の車両が入線した際の脱線防止用ガードレールとして作用していた。この他、同社の津田沼第二工場とその出入庫ルートには、1,372 mm軌間と1,435 mm軌間の軌道中心を大きくずらした四線軌条（4本のレールに左端から1 - 4番の番号を付けると、1番と3番の間が1,372 mm軌間、2番と4番の間が1,435 mm軌間、というような敷設法）が存在した。

## 四線軌条の事例

### 北朝鮮
- 咸北線：ハサン駅 - 羅津駅。ただし、ハサン駅 - 豆満江駅間に位置する朝鮮・ロシア友情橋上の一部は標準軌の二線が敷設されておらず[16]、ロシア軌間のみが運用されている（朝鮮・ロシア友情橋参照）。

### ウクライナ
北朝鮮と同様にロシアンゲージと標準軌との軌間差が小さいため、貨物用にウクライナ側に四線式が敷設されている区間がある。
例:プシミシェル•リビウ間

### オーストラリア
州際では標準軌で統一されているために標準軌以外の軌間を採用している州都までの鉄路で三線軌条区間が存在する。

### スイス
- ツェントラル鉄道：クリーンス・マッテンホーフ駅付近 - レスリマット信号場
  - ツェントラル鉄道鉄道の列車=狭軌（1000 mm軌間、複線）
  - スイス国鉄直通の貨物列車＝標準軌（1435 mm軌間、複線のうち片側のみ）

この区間の両側は三線軌条となっている。

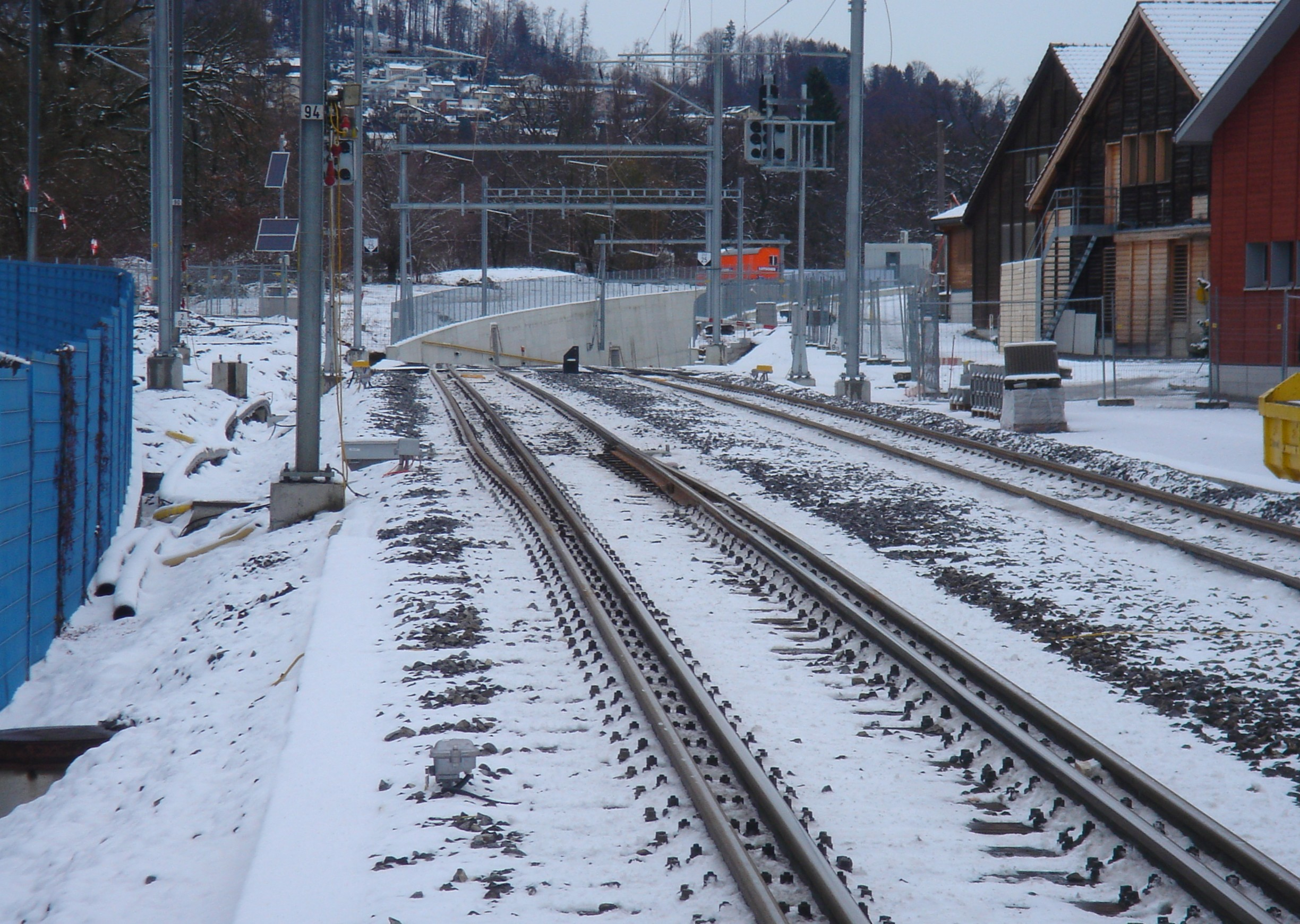
スイス、ツェントラル鉄道の三線軌条と四線軌条の接続箇所

### 日本
- 十勝鉄道 帯広部線：新帯広駅 - 工場前駅
  - 国鉄直通用貨車 =1067 mm軌間・三六軌間
  - 十勝鉄道内列車 =762 mm軌間・二六軌間
  - 日本の営業路線では唯一の四線軌条。元は国鉄帯広駅から製糖工場（工場前駅に隣接）までの三六軌間の専用線で、1924年の地方鉄道化にあたり工場以南に建設されていた二六軌道が旅客営業を担うこととなったため、これを帯広に乗り入れさせるために併設された。それぞれ使用していたレール規格の違いから、高さが異なるために四線式になった。1959年11月15日に二六軌間の路線が廃止されて消滅。